# منطقه کلان‌شهری نیویورک
منطقه کلان‌شهری نیویورک (به انگلیسی: New York metropolitan area) پرجمعیت‌ترین شهر در ایالات متحده آمریکا (نیویورک); لانگ آیلند، میان و پایین دره هادسن در ایالت نیویورک; بزرگترین پنج شهر در نیو جرسی (نیوآرک، نیوجرسی - بزرگترین شهر نیوجرسی - جرزی سیتی، پترسون، نیوجرسی، الیزابت، نیوجرسی، وادیسون، نیوجرسی) و حومهٔ آنها؛ شش شهر از بزرگترین هفت شهر کنتیکت (بریجپورت، کنتیکت - بزرگترین شهر کنکتیکت - نیوهیون، کنتیکت، استمفورد، کنتیکت، واتربری، کنتیکت، نورواک، کنتیکت، ودانبری، کنتیکت) و حومهٔ آنها؛ و پنج شهرستان در شمالشرقی پنسیلوانیا را در بر می‌گیرد.
بر اساس تخمین‌های اداره آمار آمریکا، منطقه کلان‌شهری نیویورک همچنان با اختلافی شایان توجه در آمریکا پرجمعیت‌ترین است. این منطقه همچنین یکی از پرجمعیت‌ترین تجمعات شهری در جهان، و بزرگترین منطقهٔ ابرشهری در آمریکای شمالی است. منطقهٔ ابرشهری نیویورک هنوز دروازهٔ اصلی ورودی برای مهاجران قانونی، است و بیشترین جمعیت متولد خارج را نسبت به هر منطقهٔ ابرشهری دیگری در را در جهان داراست.
مساحت آن ۶٬۷۲۰ مایل مربع (۱۷٬۴۰۵ کیلومتر مربع)، جمعیت این منطقه از جمعیت ایالت نیویورک بیشتر است.

## خصوصیات
منطقه کلان‌شهری نیویورک ۲۳٬۷۲۳٬۶۹۶ نفر جمعیت دارد.